# Harbour View FC
Der Harbour View Football Club ist ein jamaikanischer Fußballverein aus Kingston. Er spielt in der obersten Fußball-Liga des Landes, der National Premier League.

## Geschichte
Gegründet wurde der Verein am 4. März 1974. Er ist der erste jamaikanische Klub, der eine eigene Website hat und der erste, der ein Fußballstadion besitzt, welches nach internationalen Maßstäben gebaut wurde.
2008 nahm Harbour View an der neu gegründeten CONCACAF Champions League teil. Sie qualifizierten sich dafür durch ihren Sieg bei der CFU Club Championship 2007.

## Erfolge
- CFU Club Championship: 2

2004, 2007
- Jamaican National Premier League: 3

2000, 2007, 2010
- Jamaican Cup: 4

1994, 1998, 2001, 2002

## Spieler
- Ricardo Gardner (1992–1997) Jugend, (1997–1998) Spieler,
- Milton Griffiths (1999–2000, 2002–2004)
- Luton Shelton (2004–2006)
- Dicoy Williams (2007–2011)